# Пилкин, Константин Павлович
Константи́н Па́влович Пи́лкин (26 декабря 1824 [7 января 1825], Санкт-Петербург — 12 [25] января 1913, Санкт-Петербург) — русский флотоводец, адмирал, генерал при Особе Его Величества.

## Биография
Родился 26 декабря 1824 (7 января 1825) года в Санкт-Петербурге; отец — генерал-майор Павел Фёдорович Пилкин, начальник морской артиллерии крепости Кронштадт, специалист в области морской артиллерии, долгие годы служивший под началом адмирала Фаддея Фаддеевича Беллинсгаузена.
Окончил Морской кадетский корпус с присвоением звания гардемарина 19 января 1841 года; 30 декабря того же года был произведён мичманы.
Служил на кораблях Балтийского флота. С 1846 по 1849 год офицером брига «Атенеор». 3 апреля 1849 года произведён в лейтенанты и с 1850 по 1852 год проходил службу на фрегате «Постоянство». Участник походов в Северное море.
С 1853 по июнь 1857 года — вахтенный начальник фрегата «Аврора» (командир — капитан-лейтенант Иван Николаевич Изыльметьев). Участвовал в походе на Камчатку.
В августе 1854 года в составе десанта, командуя батареей, а затем стрелковым отрядом, участвовал в обороне Петропавловска от англо-французской эскадры. 1 декабря 1854 года был произведён в капитан-лейтенанты.
8 мая 1855 года участвовал в отражении десанта в заливе Де-Кастри.
30 апреля 1857 года назначен старшим офицером парусно-винтового корабля «Константин». Со 2 ноября 1859 года командовал шхуной «Компас», а с 18 января 1860 по 21 июня 1865 года — клипером «Абрек». На нём совершил плавание на Дальний Восток, где участвовал в гидрографических исследованиях в Японском море и заливе Петра Великого. 1 января 1862 года приказом № 392 капитан-лейтенант К. П. Пилкин произведён в чин капитана 2-го ранга.
В 1863 году в составе эскадры под командованием контр-адмирала А. А. Попова посетил Сан-Франциско (Первая экспедиция русского флота к берегам Северной Америки).
1 января 1864 года приказом № 499 «за отличие в службе» произведён в капитаны 1-го ранга, с отметкой в приказе: «К. П. Пилкин отличается смелостью и находчивостью в сложных ситуациях и исключительно гуманным отношением к людям». По возвращении в Санкт-Петербург Пилкин 2 июля 1865 года приказом № 580 удостоился «монаршей благодарности» по итогам плавания.
С 21 июня 1865 по 24 февраля 1869 года командовал броненосной батареей «Кремль».
С 1869 по 1871 год командовал отрядом судов, который привел с Балтики в Тихий океан.
1 января 1872 года произведён в контр-адмиралы и назначен капитаном Кронштадтского порта. Участвовал в разработке нового Положения о воинской повинности.
С 18 февраля 1874 года был в распоряжении управляющего Морским министерством адмирала Николая Карловича Краббе.
С 1874 по 1877 год был командиром Учебного минного отряда и начальником Минного офицерского класса, созданных им по совместной инициативе с адмиралом Г. И. Бутаковым.
С январе 1876 года в составе правительственной комиссии осуществил путешествие в Австро-Венгрию для ознакомлением с самодвижущимися минами Уайтхеда.
С 26 декабря 1877 по 1883 год был заведующим минной частью на флоте. Много сделал для технического развития флота — в частности, при его активнейшем участии была создана Кронштадтская Водолазная школа в 1882 году.
15 мая 1883 года произведён в вице-адмиралы и назначен старшим флагманом Практической эскадры.
В 1884 году был начальником эскадры соединенных Артиллерийского и Минного отрядов и судов, возвратившихся из заграничного плавания.
С 1885 по 1887 год был командующим Практической эскадрой Балтийского моря.
С 1886 года являлся главным инспектором минного дела и старшим флагманом Балтийского флота.
С 1 января 1888 по 1896 год был председателем Морского технического комитета, а с 30 августа 1889 по 1909 год членом Адмиралтейств-совета.
12 августа 1893 года, после высочайшего смотра судов на Либавском рейде и обозрения работ по обустройству Либавского аванпоста, ему была объявлена монаршая благодарность.
С 16 октября 1894 по 12 января 1913 года был членом Конференции Морской академии.
В 1896 году стал полным адмиралом.
В 1909 году был удостоен звания генерала, состоящего при Особе Его Величества.
Умер 12 (25) января 1913 года и был похоронен на Смоленском православном кладбище в Санкт-Петербурге.

## Награды
- Орден Святой Анны III степени (1852)
- Орден святого Владимира IV степени с бантом (24 августа 1854)
- Орден святого Станислава II степени (30 ноября 1855)
- награждён императорской короной к ордену св. Станислава II степени (8 сентября 1859)
- Орден Святой Анны II степени (1 января 1868)
- Орден Святого Владимира III степени (31 марта 1874)
- Орден Святого Станислава I степени (27 марта 1877)
- Орден Святой Анны I степени (30 августа 1878)
- Орден Святого Владимира II степени (30 августа 1882)
- Орден Белого Орла (1886)
- Орден святого Александра Невского (1890)
- пожалованы бриллиантовые знаки к ордену святого Александра Невского (6 декабря 1894)
- Орден святого Андрея Первозванного (1912)

иностранные
- Орден Меча командорский крест (10 октября 1875, Швеция)

## Семья
Жена — Мария Павловна, дочь генерал-майора Павла Лемана. Их дети:
- Владимир (1869—1950), контр-адмирал, соратник Н. Н. Юденича.
- Константин (1870—1948), генерал-майор, командующий 167-й пехотной дивизией[7]
- Александра (1879—1962), замужем за полковником корпуса корабельных инженеров Иваном Александровичем Гавриловым (22.02.1873-23.01.1966).
- Алексей (1881—1960), капитан 2-го ранга.

## Памятные места
Сохранился двухэтажный особняк в Санкт-Петербурге (№ 37 по 2-й линии Васильевского острова), которым К. П. Пилкин владел с 1874 года. Существует легенда, что в 1918 году потомки адмирала, проживавшие около Николаевской набережной, опасаясь обысков, утопили в Неве его парадный мундир со всеми орденами. Но предпринятые впоследствии поиски с помощью водолазов не дали никаких результатов.
Именем К. П. Пилкина назван мыс в бухте Провидения в Беринговом море (Анадырский залив; мыс был обследован в 1876 году экипажем клипера «Всадник», тогда же присвоено название).